# Gát József
Gát József, 1933-ig Grosz József (Székesfehérvár, 1913. december 26. – Budapest, 1967. július 2.) zongoraművész, karnagy, zenepedagógus.

## Élete, munkássága
Grosz Bernát (1868–1944) téglagyáros, nagykereskedő és Armuth Aranka (1888–1944) gyermekeként született. 1932-től 1937-ig volt a Zeneakadémia hallgatója, Kodály Zoltánnál zeneszerzést, Bartók Bélánál és Székely Arnoldnál zongorát tanult. 1937-ben szerezte meg zongoraművészi diplomáját. Végzése után zongora-módszertani tanfolyamokat tartott tanároknak, és javaslatára bevezették a hangszer nélküli előkészítő évet a fővárosi zeneiskolákban. 1947-től 1949-ig a Nemzeti Zenedében zongorát, ezután haláláig zongoramódszertant, szolfézst és karvezetést, később zongorát tanított a Főiskolán. Karnagyként is tevékenykedett: 1952-ig vezényelte a Vándor-kórust, ezt követően pedig a belügyminisztérium ének- és zenekarát. Miután szerzett egy Ammer csembalót, egy mérnök barátjával hangszedőket szereltetett rá, hasonlóan a gitárok megoldásához, így nem volt szükség mikrofonok alkalmazására a halk hangú hangszernél. Ezt a megoldást alkalmazta spinéten és klavikordon is. Ezzel a hangszerkollekcióval mutatkozott be 1955-ben a Zeneakadémia nagytermében tartott koncerten, ily módon ő indította el a csembalókultúrát Magyarországon. Mindamellett ritkán hangversenyezett, de készült lemezfelvétele Bach Goldberg variációiból 1963-ban és François Couperin műveiből 1966-ban. Elkötelezetten szorgalmazta a régi művek stílusos, korhű előadását.
Tudományos alapossággal kutatta a régi billentyűs játék hagyományait és a zongorajáték technikai, módszertani kérdéseit. Kutatási eredményeit cikkekben, tanulmányokban, könyvekben foglalta össze – idegen nyelveken is. Népszerűek voltak instruktív kiadványai (Bach: Kétszólamú invenciók; Lassus: 24 motetta, Couperin: Pièces de clavecin), és számos szerző (Schumann, Mendelssohn, Glinka stb.) kórusműveiből is többet kiadott magyar szöveggel.
Első házastársa Veszprémi Magdolna volt, akit 1938. július 21-én Budapesten, az Erzsébetvárosban vett nőül.
A Farkasréti temetőben nyugszik.

## Főbb művei
- Kottaolvasás – lapról játszás. Budapest, 1939
- Kéztorna. Muzsikusok gimnasztikája; ill. Szőts Jenő; szerzői, Budapest, 1940
- Kótaolvasás; Szikra, Budapest, 1947
- Úttörőzenekar; Tankönyvkiadó, Budapest, 1950 (Úttörő szakköri füzetek)
- Kottaolvasás, hallásfejlesztés. Budapest, 1950
- A zongorajáték technikája. Budapest, 1954 (német, angol, francia, orosz, japán, svéd, olasz és spanyol nyelven is)
- Zongorametodika. Budapest, 1964
- A zongora története. Budapest, 1964